# Marco Island
Marco Island é uma cidade localizada no estado americano da Flórida, no condado de Collier. Foi incorporada em 1997.

## Geografia
De acordo com o United States Census Bureau, a cidade tem uma área de 59 km², onde 31,4 km² estão cobertos por terra e 27,6 km² por água.

### Localidades na vizinhança
O diagrama seguinte representa as localidades num raio de 32 km ao redor de Marco Island.

## Demografia
Segundo o censo nacional de 2010, a sua população é de 16 413 habitantes e sua densidade populacional é de 522 hab/km². É a localidade que, em 10 anos, teve o maior crescimento populacional do condado de Collier. Possui 17 134 residências, que resulta em uma densidade de 544,9 residências/km².